# Ximenia pubescens
Ximenia pubescens là một loài thực vật có hoa trong họ Olacaceae. Loài này được Standl. miêu tả khoa học đầu tiên năm 1919.